# 李英洙
李英洙（리영수，1946年—），北韓政治家，任職朝鮮勞動黨中央委員會中央部長及最高人民會議代議員。

## 生平
李英洙畢業於萬景臺革命學院和金日成綜合大學，後在黨中央委員會的工作團體部當部長。1976年，出任社會主義青年同盟委員長。1982年，首次在最高人民會議選舉中首次當選為代議員。翌年，入選黨中央委員會的委員名單。1986年，連任為最高人民會議的代議員。1995年，成為黨中央委員會的副部長。2010年，晉升為部長。
2011年12月，最高領導人金正日離世，李英洙被承任人金正恩列為治喪委員會的成員。在隨後的一年，被委任為國家體育指導委員會的委員。2014年3月，第三次當選為最高人民會議的代議員。

## 資料來源
1. 1 2 3 4 5 6  .   [2014-04-16]. （原始内容存档于2019-11-30）.